# مایکل آرلن
مایکل آرلن (ارمنی: Մայքլ Արլեն; انگلیسی: Michael Arlen) یک مقاله‌نویس، نویسنده داستان کوتاه، رمان‌نویس، نمایش‌نامه‌نویس ارمنی بود.
بیشترین موفقیت آرلن در دهه ۱۹۲۰ هنگامی که در انگلستان زندگی می‌کرد و به خلق آثار مشغول بود حاصل شده‌است.
بیشتر شهرت آرلن به خاطر خلق آثار طنز عاشقانه‌ای بود که در جامعه هوشمند انگلیسی واقع شده بود. وی همچنین آثاری در سبک ترسناک گوتیک و هیجانی روانکاوانه نگاشته‌است

## زندگی‌نامه
با نام اصلی تیکران سارگسی گویومجیان (ارمنی: Տիգրան Սարգսի Գույումճյան) در ۱۶ نوامبر ۱۸۹۵ در روسه، بلغارستان به دنیا آمد. در سال ۱۹۰۱ به همراه خانواده اش به انگلستان مهاجرت نمود و در ۱۹۳۳ تابعیت این کشور را دریافت نمود. در سال ۱۹۲۸، آرلن با «کنتس آتالانتا مرکاتی» در شهر کن، فرانسه ازدواج نمود و از وی صاحب یک پسر و یک دختر شد. در سال ۱۹۴۰، به عنوان مسئول روابط عمومی دفاع مدنی منطقه میدلنز شرقی انتخاب شد از وی سوالاتی در مورد وفاداریش به انگلستان در مجلس عوام شد و وی نیز از این سمت استعفا داد. مایکل آرلن در سال ۱۹۴۶ پس از پایان جنگ جهانی دوم به همراه خانواده اش به ایالات متحده مهاجرت نمود؛ و سرانجام بر اثر بیماری سرطان در ۲۳ ژوئن ۱۹۵۶ در سن ۶۰ سالگی در شهر نیویورک درگذشت
از کتاب‌های معروف وی می‌توان «کلاه سبز» (۱۹۲۴) و «هلندی سرگردان» (۱۹۳۱) را نام برد.
پسر وی نیز همنام خویش «مایکل جی آرلن» می‌باشد که حرفه پدر، نویسنده را دنباله نموده‌است. از آثار «مایکل جی آرلن» نیز می‌توان «تبعیدی‌ها» (۱۹۷۰)، «جنگ اتاق نشیمن» (۱۹۶۹)، «یک رأی آمریکایی» (۱۹۷۳) و «وداع با سام» (۱۹۸۴) را نام برد